# True metal
True metal är en underkategori inom musikgenren metal. Begreppet myntades ursprungligen av det amerikanska hårdrocksbandet Manowar för att definiera en autentisk metal, till skillnad från musik och band som man uppfattade som "false metal". Redan 1984 deklarerade bandet i albumet Hail to England: "Death to false metal!". Manowar har i intervjuer betecknat "false metal" som posörmusik utan koppling till metals historiska rötter. Nätportalen Truemetal.org behandlar fenomenet ur olika aspekter. Manowars låttexter innehåller ofta metaforer som på olika sätt berör kriget mellan "true metal" och "false metal" samt vikten av att göra ett personligt ställningstagande i konflikten. 